# Santa Bàrbara (Tarragona)
Santa Bàrbara ist eine Gemeinde (Municipio) mit 3.827 Einwohnern (Stand: 2024) im Südosten Kataloniens in Spanien. Die Gemeinde gehört zur Comarca Montsià. 

## Geschichte
Die stark planmäßig angelegte Gemeinde wurde im 18. Jahrhundert gegründet. Tatsächlich sind aber durch Gräber aus der Eisenzeit schon frühe Siedlungen nachgewiesen.

## Bevölkerungsentwicklung
| Jahr      | 1970 | 1981 | 1991 | 2001 | 2011 | 2021 |
| Einwohner | 3410 | 3263 | 3348 | 3332 | 3989 | 3762 |

## Wirtschaft
Die Gemeinde wird geprägt durch den Anbau von Olivenbäumen und Zitrusfrüchte. Ferner besteht eine Möbelproduktion. 

## Sehenswürdigkeiten
- Pfarrkirche Santa Barbarà
- Rathaus von 1909
- Molí de Vallès
- Heimatmuseum (Museum Ángel Fibla) mit den gesonderten Abteilungen zur Naturgeschichte und zur Paläontologie